# Burgliebenau
Burgliebenau is een plaats en voormalige gemeente in de Duitse deelstaat Saksen-Anhalt, en maakt deel uit van de Landkreis Saalekreis.
Burgliebenau telt 384 inwoners.